# Todesfall in der JVA Kleve
Bei dem Todesfall in der JVA Kleve handelt es sich um den Tod des 26-jährigen Syrers Amed A. infolge eines Brandes in der Justizvollzugsanstalt Kleve am 17. September 2018. Er saß zu Unrecht mehr als zwei Monate in Haft. Zwölf Tage nach dem Brand, am 29. September, erlag Amed A. im Krankenhaus seinen Verletzungen. Der Todesfall und die Umstände seiner Inhaftierung lösten eine politische Debatte über die Arbeit der Polizei Nordrhein-Westfalen und des Justizvollzugs aus.

## Verwechslung und Inhaftierung
In Hamburg wurde ein aus Mali stammender Mann namens Amedy G. per Haftbefehl wegen Diebstahls gesucht. Dieser soll laut Polizei auch den Aliasnamen „Amed A.“ verwendet haben, tatsächlich wurde dieser Aliasname allerdings erst drei Tage nach der Verhaftung des Syrers Amed A. in die polizeiliche Datenbank eingetragen, und zwar augenscheinlich mithilfe vorsätzlicher Manipulation des Datensatzes.
Bei einem Polizeieinsatz an einem Baggersee bei Geldern am Niederrhein wird Amed A. am 6. Juli 2018 kontrolliert, da er zuvor Frauen belästigt haben soll. Weil der Syrer sich nicht ausweisen kann, wird er zur Überprüfung der Personalien mit auf die Wache genommen. Durch den Abgleich der Fingerabdrücke kann die Polizei ihn als „Ahmad A.“ identifizieren. Die Polizei gab an, den Namen mit den polizeilichen Datenbanken abgeglichen zu haben, wobei sie auf den gegen Amedy G. vorliegenden Haftbefehl stieß. Den Syrer und den mit Haftbefehl gesuchten Mann aus Mali hielt die Polizei für dieselbe Person, allerdings wurden die in den Datenbanken hinterlegten Fotos nicht miteinander verglichen. Amed A. wurde daraufhin festgenommen und war bis zu dem Brand, an dessen Folgen er starb, in der JVA Kleve inhaftiert.
Erst nach dem Brand, am 28. September 2018, wurde öffentlich bekannt, dass der 26-jährige Syrer möglicherweise Opfer einer Namensverwechslung geworden war. Nach Informationen des WDR-Magazins Westpol wusste die Polizei Kleve jedoch schon lange vorher, dass der Inhaftierte nicht der in Hamburg per Haftbefehl Gesuchte war. Schon drei Wochen nach der Verhaftung war der Staatsanwaltschaft Braunschweig die Verwechslung aufgefallen, worüber sie die Polizei Kleve informierte. Außerdem soll der Syrer zwei Wochen vor dem Brand in seiner Zelle einer Psychologin gesagt haben, dass er verwechselt worden war. Dem wurde jedoch nicht ernsthaft nachgegangen.

## Tod
Der verhaftete Amed A. aus Syrien wurde in die JVA Kleve gebracht und saß dort mehr als zwei Monate unschuldig ein. In seiner Gefängniszelle brach Mitte September ein Feuer aus. Zwei Wochen nach dem Brand starb der Mann an seinen Verletzungen.

## Ermittlungen
Der Brand in der Zelle wurde auf einen Suizidversuch von Amed A. zurückgeführt. Anhand von Protokollen aus der JVA Kleve ließ sich allerdings nachweisen, dass entgegen ersten Behauptungen am Abend des Brandes die Gegensprechanlage im Haftraum betätigt wurde. Aus einem Bericht des NRW-Innenministeriums geht hervor, dass A. den Alarmknopf in seiner Zelle gedrückt und das Fenster zu seiner Zelle geöffnet hatte.
Die Staatsanwaltschaft nahm Ermittlungen, u. a. gegen einen Arzt der JVA, wegen fahrlässiger Tötung durch Unterlassen auf. Die Ermittler gehen auch der Frage nach, ob und wann das mit der Sprechanlage ausgelöste Lichtsignal deaktiviert wurde. Darüber hinaus besteht der Verdacht, dass in der Gesundheitsakte des Syrers Hinweise auf Eigengefährdung standen, die pflichtwidrig nicht zur Kenntnis gebracht worden seien. Erst dadurch wurde der Mann von der JVA als nicht suizidgefährdet eingeordnet.
Anfang November 2018 teilte die Staatsanwaltschaft Kleve mit, sie gehe nach der Einschaltung eines Brandsachverständigen davon aus, dass Amed A. das Feuer vorsätzlich in suizidaler Absicht selbst gelegt hatte. Bei den Untersuchungen wurde demnach kein Brandbeschleuniger gefunden.
Der Ruf aus Amed A.s Zelle konnte nur mit Hilfe der IT-Firma rekonstruiert werden. Nachdem es bereits 15 Minuten in der Zelle gebrannt hatte, rief der Häftling mittels der Sprechanlage bei einem JVA-Angestellten an. Dieser überwachte zu dieser Zeit das Telefonat eines anderen Häftlings und drückte den Kontakt nach 9 Sekunden weg, ohne weiteres zu unternehmen.
Im Mai 2021 hatte die taz in einem Artikel behauptet, die Daten in den polizeilichen Fahndungssystemen, aufgrund derer A. unrechtmäßig inhaftiert worden war, seien – entgegen der Weisung des nordrhein-westfälischen Innenministers Herbert Reul vom 3. Dezember 2018 – von der Polizei Kleve gelöscht worden. Diesen Vorwurf konnte Innenminister Reul am 19. Mai in der Fragestunde im Landtag entkräften. Die Löschung habe das Landeskriminalamt „nur angenommen, bei genauer Betrachtung aber festgestellt, dass alles noch da sei“.

## Politische Reaktionen
Die Opposition im Landtag Nordrhein-Westfalen sieht Klärungsbedarf in dem Fall. Die SPD fordert einen umfassenden, chronologischen Bericht von den Landesministerien für Inneres und Justiz über die fälschliche Inhaftierung und den Tod des 26-Jährigen. Nach den bisherigen Auskünften der Landesregierung von Nordrhein-Westfalen gebe es zahlreiche Widersprüche und unbeantwortete Fragen.
Sven Wolf (SPD) erklärte, es sei kaum nachvollziehbar, dass sich der Syrer während seiner Haft nie über die Verwechslung beschwert haben soll. Unklar sei auch, weshalb der junge Mann, trotz mehrerer diagnostizierter psychischer Störungen, überhaupt haftfähig gewesen sein sollte. Weitere Informationen über eine mögliche Selbstmordgefährdung des Mannes und die Ursache für den Brand in seiner Zelle seien notwendig.
Sollten Herbert Reul (Innenminister) und Peter Biesenbach (Justizminister), beide sind Mitglied der CDU, die offenen Fragen zu dem Fall nicht befriedigend beantworten können, werde man weitere Untersuchungen fordern.